# 若二瀬唯之
若二瀬 唯之（わかふたせ ただゆき、1942年2月20日 - 1997年5月20日）は、愛知県幡豆郡一色町（現役当時、現・同県西尾市）出身で朝日山部屋（入門時は大鳴戸部屋）に所属した大相撲力士。本名は戸嶋 忠輝（としま ただてる）。現役時代の体格は176cm、150kg。得意手は右四つ、寄り、押し。最高位は西小結（1968年11月場所・1969年7月場所）。

## 来歴・人物
地元の佐久島中学校を卒業後、名古屋市内の海産問屋に勤務していたが、18歳の時に上京。大鳴戸部屋へ入門し、1960年9月場所で初土俵を踏んだ。
当初の四股名は、本名と同じ「戸嶋」である。
その後、1963年5月場所後に朝日山（元関脇・高津山）が死去し、師匠の大鳴戸（元前頭2・二瀬山）が朝日山を継承。朝日山部屋と大鳴戸部屋が合併したことに伴い、朝日山部屋所属となった。以後は順調に出世し、1964年3月場所で十両昇進、1966年3月場所で入幕を果たした。
以降は暫く幕内と十両を往復したが、3度目の入幕から、幕内に定着。当初はぶちかまして一気に押す取り口だったが、年を経るとともに四つ相撲に変わった。
東前頭4枚目の地位で迎えた1968年7月場所では、初日に横綱・柏戸を押し出しで破り生涯唯一の金星を獲得。同場所では11勝4敗と大きく勝ち越し、生涯唯一の三賞となる殊勲賞を受賞している。
翌場所、初めて三役（小結）に昇進し、8勝7敗と勝ち越してその地位を守った。
その後は2場所小結を務めたが、2場所とも大敗し、関脇への昇進は果たせなかった。
1972年1月場所では10勝5敗と好成績を挙げたが、同場所は優勝争いが大混戦となり14日目を終えた時点で4敗の前頭5枚目・栃東ら3人がトップ、千秋楽の取組で4敗の誰かが勝つまでは5敗の力士にも幕内優勝の可能性があるというので支度部屋で待機することになった。だが、後半戦になって2人が続けて敗れたため帰れず待たされた。結局、結びの一番で大関・清國を降した栃東が11勝4敗で単独優勝を決め、幕内3番目で取組を行いながら結びまで待たされた挙句三賞も何も無しという結果にはカンカンに怒っていた。
序ノ口に付いた1960年11月場所から、現役最後の1975年3月場所まで一度も休まず、1137番連続出場という記録を残している。
引退後は、年寄・浦風（後、同・北陣）を襲名して朝日山部屋付きの親方として師匠（元・二瀬山）の片腕となり、後進の指導に努めた。
同年10月、師匠の急死により、17代朝日山として部屋を継承することとなった。しかしこれに際し、先代未亡人と話がこじれてしまった。また朝日山を継承する予定となっていた弟弟子の琉王（最高位・前頭筆頭。先々代が師匠だった時期に朝日山部屋に入門しているので、元は別門）とも対立し、1976年9月場所終了後に部屋のトンガ王国出身力士6人が帰国する、いわゆる“トンガ騒動”を巻き起こした。
結局トンガ出身の6人は、11月場所前に、廃業に追い込まれた。また、この騒動に巻き込まれた琉王も、同場所後に廃業した。
この騒動は国会でも取り上げられ、日本相撲協会はトンガ王国に事情説明に行き、国王の了解を得た。これにより、朝日山親方は監督不行き届きとして協会から減給10％6ヵ月の処分を受けた。
「赤鬼」や「青鬼｣、「桃太郎（後の玄海）」などユニークな四股名を考え出したことでも有名であった。師匠としては前頭・大飛翔の他、十両・玄海（前述）や同・岩手富士らを育てた。また力士としては大成しなかったものの、後に歌手・俳優になった純烈の白川裕二郎も育てている（元序二段「綱ノ富士」）。
1997年5月20日、急性心筋梗塞のため55歳の若さで急逝。同年5月場所開催期間中（10日目）の出来事であった。なお、部屋所属の唯一の現役関取であった大飛翔は、朝日山が死去した翌日（11日目)の栃乃洋との相撲で敗れた際に全治2ヶ月の重傷を負い、途中休場に追い込まれたため師匠の葬儀に参列することができなかった。
朝日山部屋は歴代の師匠が相次いで早世していたこともあり、元・若二瀬の急死により、遂に直系の後継者を欠く事態に陥った。そのため、同じ立浪・伊勢ヶ濱連合所属していた13代楯山(元大関・大受)が千秋楽まで師匠代理を務め、同場所後正式に朝日山部屋を継承した。

## エピソード
- 十両昇進直前に仲間と後楽園にスケートに出かけて、慣れない上に着物のまま滑ったため転倒し、頭を強打して脳震盪を起こした。その後暫く自分の取り口を忘れ、十両下位から幕下で伸び悩んだ。
- 現役時代には年の割には顔が老けていたため、本名の戸嶋（としま）と掛けて「年増（としま）の若二瀬」と呼ばれていた。

## 主な戦績
- 通算成績：571勝566敗 勝率.502
- 幕内成績：238勝302敗 勝率.441
- 現役在位：87場所
- 幕内在位：36場所
- 三役在位：3場所（小結3場所）
- 連続出場：1137番（序ノ口以来無休、1960年11月場所-1975年3月場所）[1]
- 三賞：1回
  - 殊勲賞：1回（1968年7月場所）
- 金星：1個（柏戸1個）
- 各段優勝
  - 十両優勝：2回（1967年7月場所・1972年11月場所）
  - 序ノ口優勝：1回（1960年11月場所)

### 場所別成績
| | 一月場所 初場所（東京） | 三月場所 春場所（大阪）  | 五月場所 夏場所（東京） | 七月場所 名古屋場所（愛知） | 九月場所 秋場所（東京） | 十一月場所 九州場所（福岡） |
| --- | ----------------------- | ------------------------ | ----------------------- | --------------------------- | ----------------------- | --------------------------- |
| 1960年 （昭和35年） | x                       | x                        | x                       | x                           | （前相撲）              | 東序ノ口21枚目 優勝 6–1     |
| 1961年 （昭和36年） | 西序二段68枚目 4–3      | 西序二段33枚目 6–1       | 西三段目86枚目 4–3      | 東三段目64枚目 3–4          | 東三段目73枚目 5–2      | 西三段目24枚目 5–2          |
| 1962年 （昭和37年） | 東幕下83枚目 4–3        | 西幕下73枚目 7–0         | 東幕下25枚目 3–4        | 東幕下29枚目 5–2            | 西幕下21枚目 2–5        | 西幕下33枚目 5–2            |
| 1963年 （昭和38年） | 東幕下24枚目 6–1        | 西幕下12枚目 4–3         | 西幕下8枚目 2–5         | 西幕下15枚目 5–2            | 東幕下8枚目 4–3         | 西幕下6枚目 5–2             |
| 1964年 （昭和39年） | 東幕下2枚目 5–2         | 東十両17枚目 8–7         | 東十両15枚目 8–7        | 西十両12枚目 6–9            | 東十両17枚目 7–8        | 西幕下筆頭 5–2              |
| 1965年 （昭和40年） | 西十両17枚目 8–7        | 東十両16枚目 9–6         | 東十両11枚目 7–8        | 西十両13枚目 8–7            | 東十両12枚目 11–4       | 西十両3枚目 8–7             |
| 1966年 （昭和41年） | 東十両3枚目 10–5        | 西前頭13枚目 5–10        | 西十両4枚目 8–7         | 西十両筆頭 10–5             | 西前頭13枚目 7–8        | 東前頭15枚目 8–7            |
| 1967年 （昭和42年） | 東前頭14枚目 5–10       | 西十両5枚目 8–7          | 西十両6枚目 9–6         | 東十両3枚目 優勝 12–3       | 西前頭10枚目 11–4       | 東前頭3枚目 6–9             |
| 1968年 （昭和43年） | 西前頭6枚目 9–6         | 西前頭筆頭 3–12          | 東前頭10枚目 9–6        | 東前頭4枚目 11–4 殊★        | 東張出小結 8–7          | 西小結 4–11                 |
| 1969年 （昭和44年） | 東前頭4枚目 5–10        | 西前頭7枚目 8–7          | 西前頭4枚目 10–5        | 西小結 3–12                 | 東前頭6枚目 7–8         | 東前頭7枚目 7–8             |
| 1970年 （昭和45年） | 東前頭9枚目 9–6         | 東前頭3枚目 2–13         | 東前頭12枚目 10–5       | 東前頭4枚目 5–10            | 東前頭7枚目 9–6         | 東前頭筆頭 1–14             |
| 1971年 （昭和46年） | 西前頭10枚目 8–7        | 東前頭7枚目 9–6          | 東前頭筆頭 2–13         | 西前頭10枚目 9–6            | 東前頭5枚目 6–9         | 東前頭8枚目 6–9             |
| 1972年 （昭和47年） | 東前頭10枚目 10–5       | 東前頭4枚目 5–10         | 東前頭10枚目 5–10       | 西十両2枚目 6–9             | 東十両5枚目 8–7         | 西十両2枚目 優勝 11–4       |
| 1973年 （昭和48年） | 西前頭10枚目 9–6        | 東前頭5枚目 4–11         | 東前頭12枚目 3–12       | 西十両6枚目 8–7             | 東十両5枚目 8–7         | 東十両3枚目 7–8             |
| 1974年 （昭和49年） | 西十両4枚目 8–7         | 東十両2枚目 7–8          | 西十両3枚目 6–9         | 西十両10枚目 9–6            | 東十両3枚目 6–9         | 西十両8枚目 8–7             |
| 1975年 （昭和50年） | 東十両5枚目 4–11        | 東十両13枚目 引退 5–10–0 | x                       | x                           | x                       | x                           |
| 各欄の数字は、「勝ち-負け-休場」を示す。 優勝 引退 休場 十両 幕下 三賞：敢=敢闘賞、殊=殊勲賞、技=技能賞 その他：★=金星 番付階級：幕内 - 十両 - 幕下 - 三段目 - 序二段 - 序ノ口 幕内序列：横綱 - 大関 - 関脇 - 小結 - 前頭（「#数字」は各位内の序列） |                         |                          |                         |                             |                         |                             |

### 幕内対戦成績
| 青ノ里 | 4 | 1  | 朝岡     | 1  | 0  | 浅瀬川 | 3 | 2 | 旭國     | 2  | 6  |  |  |  |
| 嵐山   | 0 | 1  | 荒波     | 1  | 0  | 巌虎   | 0 | 2 | 追風山   | 0  | 2  |  |  |  |
| 扇山   | 1 | 1  | 大潮     | 1  | 3  | 大鷲   | 1 | 1 | 小城ノ花 | 1  | 1  |  |  |  |
| 魁傑   | 1 | 2  | 魁罡     | 2  | 1  | 海乃山 | 4 | 5 | 開隆山   | 1  | 3  |  |  |  |
| 柏戸   | 2 | 5  | 和晃     | 2  | 2  | 金乃花 | 0 | 1 | 北瀬海   | 2  | 0  |  |  |  |
| 北の湖 | 0 | 1  | 北ノ國   | 2  | 0  | 北の花 | 1 | 0 | 北の富士 | 0  | 10 |  |  |  |
| 君錦   | 0 | 1  | 清國     | 0  | 10 | 黒姫山 | 4 | 6 | 琴櫻     | 1  | 10 |  |  |  |
| 金剛   | 3 | 3  | 佐田の山 | 0  | 1  | 白田山 | 5 | 1 | 大旺     | 0  | 1  |  |  |  |
| 錦洋   | 3 | 5  | 大麒麟   | 5  | 10 | 大豪   | 1 | 2 | 大受     | 1  | 4  |  |  |  |
| 大心   | 2 | 1  | 大雪     | 4  | 3  | 大鵬   | 0 | 8 | 大文字   | 3  | 1  |  |  |  |
| 大雄   | 6 | 10 | 大竜川   | 6  | 2  | 貴ノ花 | 3 | 3 | 高見山   | 5  | 8  |  |  |  |
| 玉の海 | 2 | 8  | 鶴ヶ嶺   | 0  | 1  | 天龍   | 2 | 0 | 時葉山   | 10 | 9  |  |  |  |
| 栃東   | 4 | 4  | 栃勇     | 4  | 2  | 栃王山 | 6 | 7 | 栃富士   | 3  | 0  |  |  |  |
| 豊國   | 1 | 1  | 羽黒岩   | 12 | 6  | 長谷川 | 3 | 9 | 花光     | 5  | 4  |  |  |  |
| 廣川   | 1 | 3  | 福の花   | 7  | 6  | 富士櫻 | 1 | 1 | 富士錦   | 3  | 0  |  |  |  |
| 藤ノ川 | 6 | 5  | 二子岳   | 10 | 10 | 双津竜 | 1 | 1 | 前の山   | 3  | 12 |  |  |  |
| 増位山 | 1 | 4  | 三重ノ海 | 3  | 5  | 禊鳳   | 4 | 0 | 明武谷   | 4  | 1  |  |  |  |
| 陸奥嵐 | 8 | 11 | 豊山     | 3  | 1  | 豊山   | 2 | 2 | 吉王山   | 1  | 3  |  |  |  |
| 義ノ花 | 7 | 6  | 龍虎     | 4  | 4  | 凌駕   | 1 | 0 | 若獅子   | 1  | 0  |  |  |  |
| 若杉山 | 1 | 0  | 若秩父   | 1  | 1  | 若天龍 | 2 | 2 | 若浪     | 9  | 8  |  |  |  |
| 若鳴門 | 1 | 4  | 若ノ海   | 0  | 2  | 若ノ國 | 2 | 0 | 若乃洲   | 1  | 2  |  |  |  |
| 若見山 | 2 | 2  | 若吉葉   | 1  | 1  | 輪島   | 0 | 3 | 鷲羽山   | 0  | 1  |  |  |  |

## 改名歴
- 戸嶋 忠輝（としま ただてる）1960年11月場所
- 戸島 忠輝（としま -）1961年1月場所
- 若二瀬 忠輝（わかふたせ -）1961年3月場所-1967年1月場所
- 若二瀬 唯之（- ただゆき）1967年3月場所-1975年3月場所

## 年寄変遷
- 浦風 忠輝（うらかぜ ただてる）1975年3月-1975年5月
- 北陣 忠輝（きたじん -）1975年5月-1975年10月
- 朝日山 唯之（あさひやま ただゆき）1975年10月-1997年5月